# Прихованохоботник стебловий капустяний
Прихованохоботник стебловий капустяний (Ceuthorrhynchus pallidactylus) — жук із родини довгоносиків, шкідник капустяних культур. В Україні поширений повсюдно. Пошкоджує капусту, ріпу, редиску, брукву, ріпак ярий, гірчицю та інші капустяні.
Жук довжиною 2,5–3 мм, чорного кольору зі світлою плямою на щитку, вкритий зверху волосками й лусочками. Головотрубка тонка і довга, підгинається під і вкладається між тазиками передніх ніг. Вусики колінчасто-булавоподібні. Личинка довжиною близько 5 мм, безнога, білоголова.
Жук робить отвори в жилах листка і відкладає туди яйця по 3–4 шт. Яйцекладка триває до середини літа. В результаті ушкоджень окремі листки в'януть і засихають, при сильному ушкодженні може загинути ціла рослина.

## Заходи захисту рослин
Осіння глибока зяблева оранка. Відбір непошкодженої розсади. Знищення капустяних бур'янів. При заселенні 20 % рослин і за чисельності один чи більше жуків на одну рослину рекомендують обприскування інсектицидом. На насінниках обприскування найефективніше на початку бутонізації.
| Ентомологія | Це незавершена стаття з ентомології. Ви можете допомогти проєкту, виправивши або дописавши її. |